# Guy Burgess
Guy Francis de Moncy Burgess (* 16. April 1911 in Devonport, Plymouth, England; † 30. August 1963 in Moskau, Sowjetunion) war ein britischer Geheimagent und Doppelagent, der gleichzeitig für die Sowjetunion arbeitete. Er gehörte dem Spionagering der Cambridge Five innerhalb des MI5 an.

## Leben

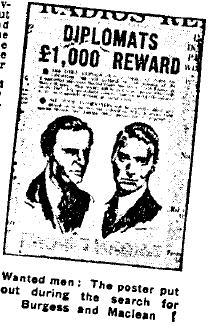
FBI-Fahndungsplakat von Burgess und Donald Maclean

Wie viele Angehörige der britischen Oberschicht durchlief Burgess das Eton College, die königliche Marine-Akademie Dartmouth und studierte ab 1931 am Trinity College in Cambridge. Dort engagierte er sich in einem studentischen Debattierclub, wo er im selben Jahr Anthony Blunt kennenlernte, beide waren homosexuell. Später schloss er sich, wie viele Angehörige seiner Generation, der Communist Party of Great Britain an. Dort wurde er bei den Cambridge Apostles eingeführt.
Um seine prokommunistische Einstellung zu verstecken, sagte er sich offiziell vom Kommunismus los und trat 1934 dem Anglo-German Fellowship bei, einer pro-Nazi-Gruppe, der neben britischen Prominenten auch Doppelagent Kim Philby angehörte, den er 1935 traf. Philby stellte den Kontakt zwischen Burgess und dem KGB her, als Teil der Cambridge Five versorgten beide Männer die Sowjetunion mit Informationen. Zwischen 1936 und 1944 arbeitete Burgess für die BBC, wo er die Sendung The Week in Westminster produzierte. Zwischen 1939 und 1941 unterstützte er MI5 bei der Erstellung von Kriegspropaganda. 1944 trat Burgess dem Foreign Office bei, wo er in der Nachrichtenabteilung arbeitete. 1947 wurde Burgess als zweiter Sekretär der britischen Botschaft in Washington, D.C. tätig.
Kim Philby warnte 1951 Burgess und Donald Maclean, ein Freund seit der Studentenzeit und wie Burgess Alkoholiker, dass Maclean in Verdacht geraten sei und beide wahrscheinlich enttarnt würden. Beide flohen und tauchten unter. 1956 tauchten beide in Moskau wieder auf. Dort lebte er fortan unter dem falschen Namen Jim Andrejewitsch Elliot.
Burgess starb 1963 in Moskau. Seine Asche wurde nach England überführt und am 5. Oktober im Grab seines Vaters in West Meon bestattet.

## Bücher und Filme
- Julian Mitchell: Another Country. Amber Lane Pr., Oxford 1983, ISBN 0-906399-31-9 (1984 von Marek Kanievska als Another Country verfilmt).
- Alan Bennett: An Englishman Abroad. In: Single Spies. Faber & Faber, London 1998, ISBN 0-571-14105-6 (1983 von John Schlesinger für die BBC verfilmt).
- Verne Newton: Cambridge Spies: the untold story of MacLean, Philby and Burgess in America. Madison Books, Lanham, Md. 1991, ISBN 0-8191-8059-9.
- Cambridge Spies, vierteilige TV-Serie der BBC (2003).